# وادي الدار (ماوية)

تعديل مصدري - تعديل

وادي الدار   هي إحدى قرى مديرية ماوية بمحافظة تعز اليمنية، بلغ تعداد سكانها 515 نسمة حسب التعداد السكاني في اليمن في 2004.